# Metachanda
Metachanda is een geslacht van vlinders van de familie sikkelmotten (Oecophoridae).

## Soorten
- M. aldabrella Legrand, 1966
- M. anomalella Viette, 1957
- M. argentinigrella Legrand, 1966
- M. astrapias (Meyrick, 1887)
- M. autocentra Meyrick, 1911
- M. barchychlaena Meyrick, 1930
- M. baryscias Meyrick, 1930
- M. benoistella Viette, 1955
- M. borbonicella Viette, 1957
- M. brachychlaena Meyrick, 1930
- M. brunneopunctella Legrand, 1966
- M. cafrerella Viette, 1957
- M. citrodesma (Meyrick, 1911)
- M. classica Meyrick, 1911
- M. coetivyella Legrand, 1966
- M. columnata Meyrick, 1911
- M. cophaea Meyrick, 1930
- M. crocozona (Meyrick, 1910)
- M. crypsitricha Meyrick, 1911
- M. declinata Meyrick, 1924
- M. drypsolitha Meyrick, 1930
- M. eophaea Meyrick, 1930
- M. eucyrtella Viette, 1957
- M. fimbriata (Meyrick, 1910)
- M. fortunata Meyrick, 1911
- M. fulgidella Legrand, 1966
- M. fumata Meyrick, 1911
- M. gerberella Legrand, 1966
- M. glaciata Meyrick, 1911
- M. gymnosopha Meyrick, 1930

- M. hamonella Viette, 1954
- M. heterobela (Janse, 1954)
- M. holombra Meyrick, 1930
- M. hugotella Viette, 1957
- M. hydraula Meyrick, 1911
- M. larochroa Meyrick, 1930
- M. louvelella Viette, 1956
- M. lucasi Guillermet, 2010
- M. malevola Meyrick, 1924
- M. miltospila Meyrick, 1911
- M. mormodes Meyrick, 1911
- M. nigromaculella Viette, 1957
- M. noctivaga Meyrick, 1911
- M. oncera Janse, 1954
- M. oxyacma Meyrick, 1928
- M. oxyphrontis Meyrick, 1930
- M. phalarodora Viette, 1955
- M. plumbaginella Legrand, 1966
- M. prodelta Meyrick, 1911
- M. ptilodoxa Meyrick, 1930
- M. reunionella Viette, 1957
- M. rungsella Viette, 1955
- M. rutenbergella Viette, 1956
- M. sublevata Meyrick, 1924
- M. systematicella Legrand, 1966
- M. taphrospila Meyrick, 1930
- M. thaleropis Meyrick, 1911
- M. trimetropa Meyrick, 1937
- M. trisemanta Meyrick, 1930
- M. trixantha Meyrick, 1911